# 1814 Bach
För andra betydelser, se Bach (olika betydelser).
1814 Bach eller 1931 TW1 är en asteroid i huvudbältet, som upptäcktes 9 oktober 1931 av den tyske astronomen Karl Wilhelm Reinmuth i Heidelberg. Den har fått sitt namn efter den tyske kompositören Johann Sebastian Bach.
Asteroiden har en diameter på ungefär 7 kilometer.